# Adalberto Campos Fernandes
Adalberto Campos Fernandes, né en 1958 à Lisbonne, est un médecin et homme politique portugais. Il est ministre de la Santé entre 2015 et 2018.

## Biographie

### Formation et vie professionnelle
Il est titulaire d'une licence en médecine de l'université de Lisbonne et d'une maîtrise en santé publique, spécialisation « administration des services de santé », de la Nouvelle université de Lisbonne.
Il enseigne l'administration hospitalière à l'École nationale de santé publique (ENSP) et a dirigé le centre hospitalier de Lisbonne-Nord ainsi que le centre hospitalier de Cascais. Une semaine avant d'entrer au gouvernement, il passe avec succès son doctorat en santé publique à l'université de Lisbonne.

### Engagement politique
Proche du Parti socialiste (PS), Adalberto Campos Fernandes est nommé ministre de la Santé le 26 novembre 2015 dans le gouvernement minoritaire d'António Costa.